# اندی فنزوم
اندی فنزوم (انگلیسی: Andy Fensome؛ زادهٔ ۱۸ فوریهٔ ۱۹۶۹) بازیکن فوتبال اهل بریتانیا است.
از باشگاه‌هایی که در آن بازی کرده‌است می‌توان به باشگاه فوتبال کمبریج یونایتد، باشگاه فوتبال پرستون نورث اند، باشگاه فوتبال مورکم، باشگاه فوتبال روچدیل، باشگاه فوتبال نوریچ سیتی، باشگاه فوتبال بری تاون، و باشگاه فوتبال نیوکاسل یونایتد اشاره کرد.